# Distretto di Skadovs'k
Il distretto di Skadovs'k (in ucraino Скадовський район?) è un distretto nell'oblast' di Cherson in Ucraina. Il suo centro amministrativo è la città di Skadovs'. Ha una popolazione di 122 745 abitanti.
Il 18 luglio 2020, come parte della riforma amministrativa dell'Ucraina, il numero di distretti dell'oblast di Cherson, è stato ridotto a cinque e l'area del distretto di  Skadovs'k è stata notevolmente ampliata.